# Бољшевици
Бољшевик (рус. большевик, од речи больше — „више“), име је за припадника левог (револуционарног) крила Руске социјалдемократске радничке партије (РСДРП) после њеног распада на бољшевике и мењшевике. До раскола у партији је дошло на њеном другом конгресу 1903. када је бољшевичко крило створило странку РСДРП(б), где је б означавало бољшевике. Убрзо после доласка на власт новембра 1917. партија је променила име у Руска комунистичка партија (бољшевика) (РКП(б)). Партија је 1952. формално избрисала реч бољшевик из свога имена.
Бољшевици (или максималисти) били су организација професионалних револуционара коју је основао Владимир Лењин. Она је имала унутрашњу демократску структуру засновану на принципу демократског централизма. Себе су сматрали авангардом револуционарног пролетаријата Русије. Њихова идеологија и деловање се често назива бољшевизам.